# Zamakh wa Manwakh (huyện)
Huyện Zamakh wa Manwakh là một huyện thuộc tỉnh Hadramawt, Yemen. Đến thời điểm năm 2003, huyện này có dân số 1505 người